# Dancer and the Moon
Dancer and the Moon (с англ. — «Танцовщица и Луна») — девятый студийный альбом фолк-рок-группы Blackmore’s Night, выпущенный в июне 2013 года.
Композиция «Troika» воспевает русскую тройку. Заключительный трек Carry On… Jon является инструментальной композицией, посвящённой клавишнику Deep Purple Джону Лорду, умершему 16 июля 2012 года

## Критика

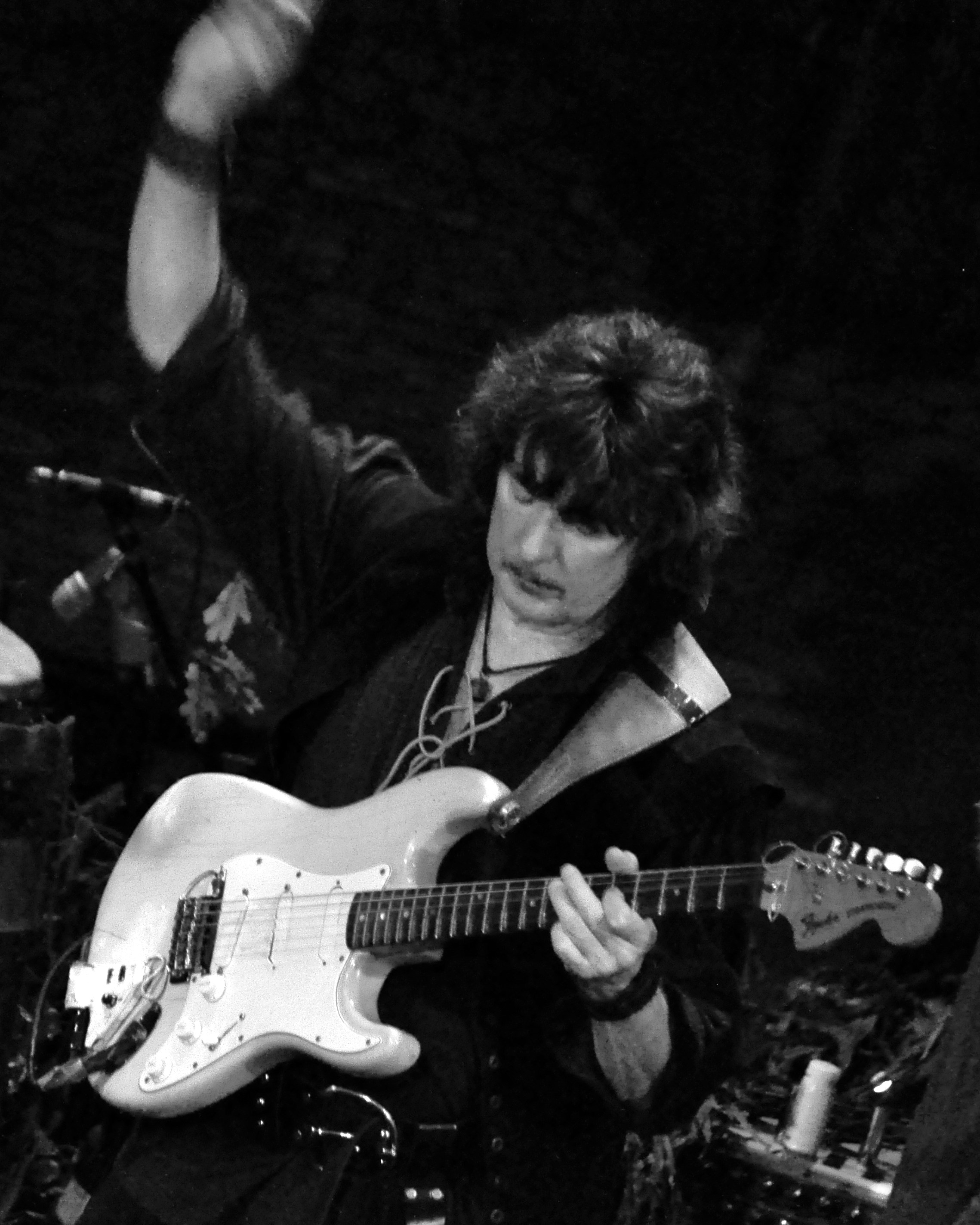
Выступление в Tarrytown Music Hall, 2012 год

Музыкальный обозреватель сайта About.com Дэйв Уайт в целом положительно отозвался об альбоме. Похвалив вокальные данные Кэндис Найт и сказав, что Ричи Блэкмор «непревзойдённо обращается со всем, у чего есть струны», он также заметил, что это, пожалуй, единственный альбом, где можно услышать одновременно песни Рэнди Ньюмана и Uriah Heep. Кроме того он привёл фрагменты из интервью Найт, где та рассказала, что в процессе подготовки альбома был записан ещё один кавер, на песню Линды Ронстадт, но в окончательную редакцию трек включён не был.
Дэвид Боулинг с сайта blogcritics.com написал, что альбом очень похож на предыдущие и это придётся по душе поклонникам группы. Но первый и последний треки, по его мнению, отстают от остальных: I Think It’s Going to Rain Today больше походит на поп-музыку, а посвящённый Джону Лорду рок-инструментал Carry On… Jon был назван одним из самых берущих за душу в карьере Блэкмора. Самому же альбому Боулинг дал оценку удовлетворительно.

## Список композиций
| №   | Название                                                    | Автор(ы)                                                  | Длительность |
| --- | ----------------------------------------------------------- | --------------------------------------------------------- | ------------ |
| 1.  | «I Think It's Going to Rain Today» (кавер на Рэнди Ньюмана) | Ньюман                                                    | 3:54         |
| 2.  | «Troika»                                                    | Ричи Блэкмор, Кэндис Найт                                 | 3:30         |
| 3.  | «The Last Leaf»                                             | Блэкмор, Найт                                             | 4:05         |
| 4.  | «Lady in Black» (кавер на Uriah Heep)                       | Кен Хенсли                                                | 5:48         |
| 5.  | «Minstrels in the Hall» (инструментальная)                  | Блэкмор                                                   | 2:38         |
| 6.  | «The Temple of the King» (кавер на Rainbow)                 | Блэкмор, Ронни Джеймс Дио                                 | 4:26         |
| 7.  | «Dancer and the Moon»                                       | Блэкмор, Найт                                             | 4:55         |
| 8.  | «Galliard» (Инструментальная)                               | Блэкмор                                                   | 2:00         |
| 9.  | «The Ashgrove»                                              | трад.                                                     | 2:21         |
| 10. | «Somewhere over the Sea (The Moon Is Shining)»              | Блэкмор, Найт                                             | 4:07         |
| 11. | «The Moon Is Shining (Somewhere over the Sea)»              | Блэкмор, Найт                                             | 6:19         |
| 12. | «The Spinner's Tale»                                        | трад. приписывается Ричарду Львиное Сердце, Блэкмор, Найт | 3:30         |
| 13. | «Carry On… Jon» (Инструментальная)                          | Блэкмор                                                   | 5:37         |

## Участники записи
- Ричи Блэкмор — гитара, мандолина, бас, ударные, тамбурин
- Кэндис Найт — вокал, вистл, перкуссия
- Пэт Реган — клавишные, звукорежиссёр, оркестровый аранжировщик, продюсер
- Bard David of Larchmont — клавишные, бэк-вокал
- Lady Kelly DeWinter — бэк-вокал, валторна
- Earl Grey of Chimay — бас- и ритм-гитара
- The Scarlet Fiddler — скрипка
- Troubador of Aberdeen — перкуссия

## Позиции в чартах
| Чарт (2013)                      | Высшая позиция | Источник(и) |
| -------------------------------- | -------------- | ----------- |
| Billboard Top New Age Albums     | 3              | [ 7 ]       |
| Billboard Top Independent Albums | 40             | [ 7 ]       |
| Germany Albums Chart             | 13             | [ 8 ] [ 9 ] |
| Sweden Albums Chart              | 22             | [ 9 ]       |
| Norway Albums Chart              | 24             | [ 9 ]       |
| Finland Albums Chart             | 31             | [ 9 ]       |
| Austria Albums Chart             | 39             | [ 8 ] [ 9 ] |
| Swiss Albums Chart               | 40             | [ 9 ]       |
| Hungary Albums Chart             | 21             | [ 10 ]      |